# Nicolas-Louis de Lacaille
Nicolas-Louis de Lacaille   (Rumigny, 15 de març de 1713 - París, 21 de març de 1762) va ser un astrònom francès conegut principalment per dedicar-se a catalogar estrelles (prop de 10.000) i posseïx l'honor d'haver nomenat 15 constel·lacions d'un total de 88. Va calcular i va tabular una llista d'eclipsis per a 1.800 anys.

## Biografia
Lacaille va estudiar Teologia, Matemàtica i Astronomia en el Collège de Lisieux de París. L'any 1739 va ser ajudant de Cassini a establir la Meridiana de París i el 1741 va ser elegit membre de l'Acadèmia de París. A partir de 1739, va ser porfessor del Collège Mazarin (avui seu del Institut de França). El 1750 va abandonar la seva comfortable posició al Collège Mazarin per a dedicar-se a estudiar les estrelles i constel·lacions de l'hemisferi austral viatjant al Cap de Bona Esperança, la part més austral del continent africà, on hi va romandre fins al 1754.
El 1758 va publicar unes Tabulae Solares, en les quals es reconeix per primera vegada que l'atracció gravitatòria de la Lluna perturba l'òrbita el·líptica de la Terra entorn del Sol. Després d'aquest estudi va publicar l'obra Coelum Australe Stelliferum (1763), segurament la seva obra més famosa, en la qual, després de mesurar la posició de gairebé deu mil estrelles australs, es detalla la posició exacta d'unes mil nou-centes.